# 2S3アカーツィヤ 152mm自走榴弾砲
2S3アカーツィヤ 152mm自走榴弾砲（2S3アカーツィヤ 152ミリじそうりゅうだんほう、ロシア語: 2С3 «Акация»、軍名称 SO-152）は、ソビエト連邦で開発された自走砲である。
アカーツィヤ（Akatsiya）とはアカシア（Acacia）のロシア語表記である。

## 概要
2S1と並ぶソビエト連邦軍初の本格的な自走榴弾砲である。機甲部隊に随伴して迅速に支援火力を与えることを主目的として開発された2S1に対して、2S3はより汎用的な自走榴弾砲として開発され、水陸両用性能などの機動性の追求は求められていない。
1950年代に開発が開始され、車体はウラル運輸車両工場で「オブイェクト123（Объект 123）」の名称で共通装軌車両シャーシとして計画されたもので、2K11 クルーグ（NATOコードネーム SA-4ガネフ）の自走発射機（TEL）2P24と2S4 チュリパン 自走迫撃砲、2S5 ギアツィント-S 自走カノン砲と共通の車体部分を採用している。
設計はオブイェクト123車体に合わせて152mm榴弾砲を搭載した全周旋回砲塔を搭載する、という点でいくつかの困難に立ち当たり、ようやく設計がまとまったのは1960年代末のことであった。
1971年に配備が開始され、西側諸国では当初は公式に確認された年から「M1973 SPH」の名称で呼称し、後に判明した軍の装備名からSO-152の名称が与えられている。
牽引式152mm榴弾砲に代わるものとして自動車化狙撃兵師団の砲兵大隊に配備が進められた他、砲威力と射程が不十分、とされた2S1の代替車両としても置き換え配備が進められた。1975年には改良型として自動装填装置の搭載やエンジン関係の改良が行われた2S3Mが開発された。
2S3はこの種の自走砲としては標準的な性能であり、同時代の西側車両と比較しても十分な性能を示したが、M109を始めとした西側の自走砲が砲身を長砲身化して射程を向上させると共に装填速度の向上を進め、射撃管制装置や通信装置を高度化させて高度な砲兵戦闘を行える方向に進歩したため、登場後程なくして旧時代化することとなった。それらの点を向上させた後継車種として2S19ムスタ-S 152mm自走榴弾砲が開発されたが、予算の不足から2S19の配備は進んでいないため、ロシア連邦軍を初めとして輸出された旧東側諸国の他に多くの国で現在でも現役である。

## 構造

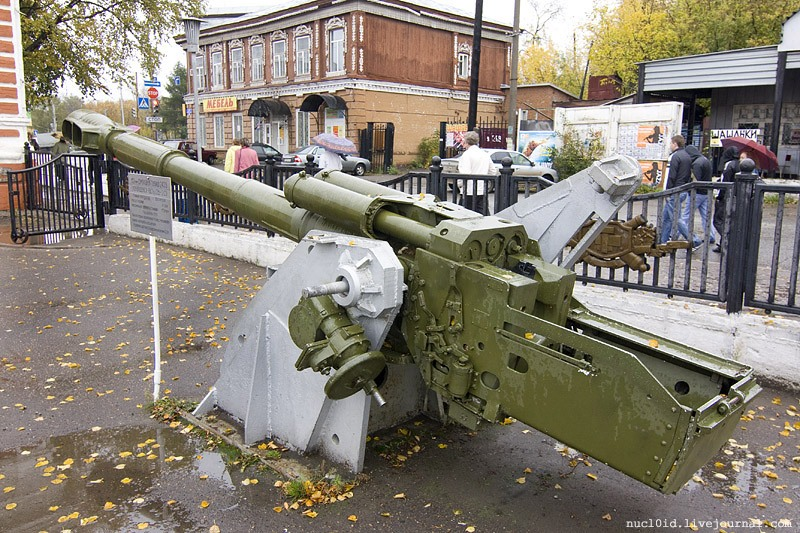
搭載砲の 152mm榴弾砲D-22(2A33)
ペルミのモトヴィリハ工場付属博物館の展示品
2009年10月3日撮影

車内配置は車体前部右にエンジン、左側に操縦席、後部に砲塔および戦闘室というこの種の自走砲の標準的な配置となっている。
搭載砲はD-20榴弾砲（25口径152mm）を車載用に改造した2A33榴弾砲（34口径152mm）で車体後部に設置された360度旋回可能な密閉式砲塔に搭載している。最大射程は17.3km（OF-546 高性能榴弾の場合）、RAP（ロケットアシスト弾）を使用した場合24kmになる。装填補助装置が搭載されており、発射速度は毎分3発、継続の場合は毎分1発ほどになる。
車内には砲弾と装薬を46発分搭載している。間接射撃用の榴弾等の他に、徹甲弾や成形炸薬弾が用意されており、限定的にだが直接戦闘も行う事が出来る。
車長用展望塔には対空用および近接戦闘用にPKT 7.62mm機関銃が装備されている。

## 採用国
- アゼルバイジャン - 2024年時点で、アゼルバイジャン陸軍が14両の2S3を保有[1]。
- アルジェリア - 30両※
- アンゴラ - 4両※
- アルメニア - 28両※
- ベラルーシ - 163両※
- エチオピア - 10両（1999年現在）
- ジョージア - 2024年時点で、ジョージア陸軍が13両の2S3を保有[2]。
- ハンガリー - 5両（1995年現在）
- カザフスタン  - 2023年時点で、カザフスタン陸軍が60両の2S3Mを保有[3]。
- リビア - 60両※
- 南オセチア - 42両※（2S1と併せての保有数）
- ロシア
  - - 陸軍　1600両
  - - 海軍歩兵　18両※
- スロバキア - 両数不明
- シリア - 50両※
- トルクメニスタン - 16両
- ウクライナ - 463両※2
- キューバ - 両数不明
- アメリカ合衆国 - 7両（※研究用に保有
  - - 1993年　ドイツから4両を購入
  - - 2000年　ウクライナから3両を購入
- ウズベキスタン - 2023年時点で、ウズベキスタン陸軍が17両以上の2S3を保有[4]。
- ベトナム - 30両※

※ - 2007年現在

※2 - 2010年現在
かつての採用国
-  ブルガリア - 20両
-  東ドイツ - 95両
-  イラク - 35両

## 登場作品
『ソビエト侵攻　〜バルバロッサ作戦1941〜』
2003年製作（日本では劇場未公開）の戦争映画。2S3がドイツ国防軍戦車役で登場。